# Langage de Tlön
Le langage de Tlön est un langage fictionnel créé par Jorge Luis Borges.
On sait que la structure des langues de Tlön est intimement liée à la conception qu'ont ses habitants du monde. Les populations du Sud considèrent le monde non pas d'un point de vue spatial, mais plutôt d'un point de vue temporel. À ce titre, leur langue ne comprend pas de substantifs, mais uniquement des verbes impersonnels et des adverbes. Ainsi, ce que nous considérons comme un objet est décrit dans le langage de Tlön par une action ou par un changement d'état: on ne dira pas la lune, mais plutôt il lune (mlö). Les adverbes, toujours monosyllabiques, prennent la forme de préfixes ou de suffixes.
Les langues des populations du Nord sont encore plus mal connues. On sait qu'elles sont construites à partir d'adjectifs monosyllabiques dont l'accumulation permet de produire l'équivalent des substantifs.
Exemple pour lune on aurait :
- aérien-clair-sur-obscur-rond  ou orangé-ténu-céleste ou encore n'importe quelle autre accumulation

Le potentiel créatif de ces langues, notamment dans le domaine poétique, est infini.
L'exemple précédent désigne un objet réel, ce qui est totalement fortuit, puisqu'il est possible d'évoquer une abondance d'objets idéaux, juste pour l'occasion. 
Ainsi  
- Des objets composés de deux termes, un de caractère visuel et l'autre de caractère auditif : 
  - coloré comme l'aube-crié par l'oiseau au lointain
- des objets composés d'un nombre considérable d'adjectifs :
  - senti le soleil et l'eau contre la poitrine du nageur-vu rosé vague avec les yeux fermés-senti de celui qui se laisse porter par le fleuve et par le sommeil

Ces objets de second ordre peuvent se combiner avec d'autres, le processus à l'aide de certaines abréviations est quasiment infini. 
Il existe des poèmes célèbres composés d'un seul mot. 
Faute de source fiable, on ne connaît presque rien du vocabulaire de ces langues.
La nature très particulière du langage a eu une influence considérable sur le développement des sciences de Tlön, notamment sur la philosophie.

## Voir également
- Uqbar
- Tlön, Uqbar, Orbis Tertius
- Jorge Luis Borges
- linguistique
  - liste de langues
    - langues par famille
      - langues construites